# Barra Velha
Barra Velha là một đô thị thuộc bang Santa Catarina, Brasil. Đô thị này có diện tích 140,16 km², dân số năm 2007 là 18575 người, mật độ 137,2 người/km².